# Botanophila subquadrata
Botanophila subquadrata är en tvåvingeart som beskrevs av Jin 1983. Botanophila subquadrata ingår i släktet Botanophila och familjen blomsterflugor. Inga underarter finns listade i Catalogue of Life.